# 乌布苏省
烏布蘇省（羅馬化：Uvs aimag）因境内有蒙古囯最大的湖泊烏布蘇湖而得名，位於蒙古國西北部，東鄰扎布汗省，南交科布多省，西靠巴彥烏列蓋省，北界俄羅斯圖瓦共和國蒙貢泰加區、奧維尤爾區、捷斯赫姆區、埃爾津區。縂面積約6.96萬平方千米，2022年末蒙古公民人口83,964人，實際居住人口85,478人。省會烏蘭固木市，位於該省中偏西北部。
境內伯赫莫伦苏木的东部有Nuurst霍特戈尔煤矿，Nuurst意为“煤”。

## 行政区划
乌布苏省下辖19个苏木：
| 乌布苏省的苏木行政中心地图 |
| -------------------------- |
| \| \| 50km · 30miles 宗杭爱苏木 宗戈壁苏木 扎布汗苏木 图尔根苏木 查干海尔汗 图尔根苏木 塔里亚兰苏木 萨吉勒苏木 温都尔杭爱苏木 南戈壁苏木 乌列盖苏木 纳兰布拉格苏木 马勒钦苏木 吉尔吉斯苏木 科布多苏木 达布斯特苏木 伯赫莫伦苏木 西图伦苏木 乌兰固木市 (乌兰固木苏木) '"`UNIQ--templatestyles-0000002A-QINU`"' 苏木在乌布苏省 Legend： · 1: 乌兰固木市 (乌兰固木苏木) 2: 西图伦苏木 3: 伯赫莫伦苏木 · 4: 达布斯特苏木 5: 科布多苏木 6: 吉尔吉斯苏木 7: 马勒钦苏木 · 8: 纳兰布拉格苏木 9: 乌列盖苏木 10: 南戈壁苏木 11: 温都尔杭爱苏木 · 12: 萨吉勒苏木 13: 塔里亚兰苏木 14: 图尔根苏木 15: 查干海尔汗 · 16: 图尔根苏木 17: 扎布汗苏木 18: 宗戈壁苏木 19: 宗杭爱苏木 ·                           |
|                            |

- 乌布苏省分县地图
- 乌布苏湖
- 乌布苏湖
- 乌布苏湖岸
- 卫星图像中的乌布苏湖
- 吉尔吉斯湖 东南岸
- 位于乌布苏省的科布多河
- 位于塔里亚兰苏木的阿尔泰山脉
- Deglii Tsagaan Uul  (49°41′55″N 91°21′25″E / 49.6987°N 91.3569°E )
- 乌兰固木市的英雄Givána的雕像
- 乌兰固木市中心